# Stylurus scudderi
Stylurus scudderi är en trollsländeart som först beskrevs av Selys 1873.  Stylurus scudderi ingår i släktet Stylurus och familjen flodtrollsländor. Inga underarter finns listade i Catalogue of Life.